# 約科爾谷 (加利福尼亞州)
約科爾谷（英語：Yokohl Valley）是位於美國加利福尼亞州圖萊里縣的一個非建制地區。該地的面積和人口皆未知。

## 地理
約科爾谷的座標為36°17′24″N 119°04′12″W / 36.29000°N 119.07000°W，而該地的平均海拔高度為141米（即463英尺）。